# منطقة مانكيستاو
منطقة مانكيستاو ((بالقازاقية: Маңғыстау ауданы)‏،Mańǵystaý aýdany) هي منطقة من مناطق أوبليس مانكيستاو في جنوب غرب كازاخستان. المركز الإداري للمنطقة هو قرية شيتبي. السكان: 33,599 (2013) 29,024 (2009) 31,215 (1999).